# Fehring
Fehring är en stadskommun i distriktet Südoststeiermark i förbundslandet Steiermark i Österrike. Den ligger vid floden Raab cirka 15 km öster om Feldbach.
Fehring omnämns för första gången 1265 som Voringer. 1305 finns det en pastoratsfilial som tillhör Riegersburg. 1362 blir Fehring köping. Fehring som ligger nära den ungerska gränsen drabbas på 1600- och 1700-talen av militära attacker. Även stora bränder 1571, 1605, 1621 och 1735 ödelägger staden. 1806 ockuperas orten av franska trupper. 
1873 kommer järnvägen till Fehring: den steierska östbanan Graz - Feldbach - Ungern. Från Fehring byggs sedan på 1880- och 1890-talen en järnvägsförbindelse via Fürstenfeld och Hartberg till Friedberg.
1962 upphöjs Fehring till stad. 
Fehring är idag en industristad med elektronik-, kemi- och textil- och möbelindustri.

## Kommunen
Kommunen har 7 193 invånare (2024). Den består av 17 orter (Ortschaften) (inom parentes invånarantal 1 januari 2024):

- Brunn (550)
- Burgfeld (114)
- Fehring (1 803)
- Habegg (165)
- Hatzendorf (750)
- Hohenbrugg an der Raab (516)
- Höflach (353)
- Johnsdorf (256)
- Oedgraben (108)
- Pertlstein (753)
- Petersdorf I (186)
- Petzelsdorf bei Fehring (326)
- Schiefer (278)
- Stang bei Hatzendorf (305)
- Tiefenbach (196)
- Unterhatzendorf (95)
- Weinberg an der Raab (439)

Kommunen fick sin nuvarande form den 1 januari 2015 genom en sammanslagning av kommunerna Fehring, Hatzendorf, Hohenbrugg-Weinberg, Johnsdorf-Brunn och Pertlstein.

## Galleri

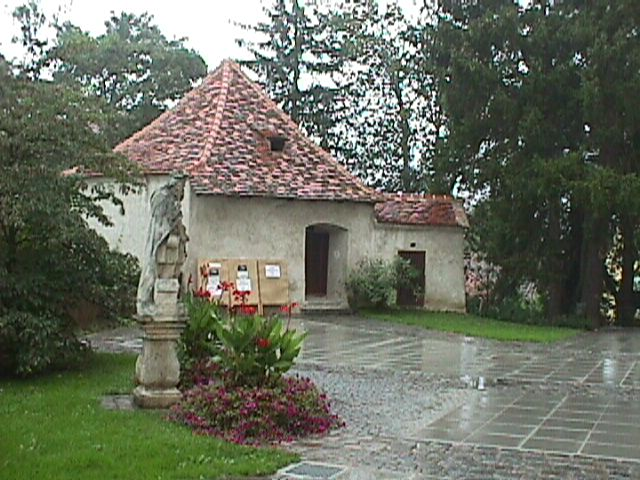
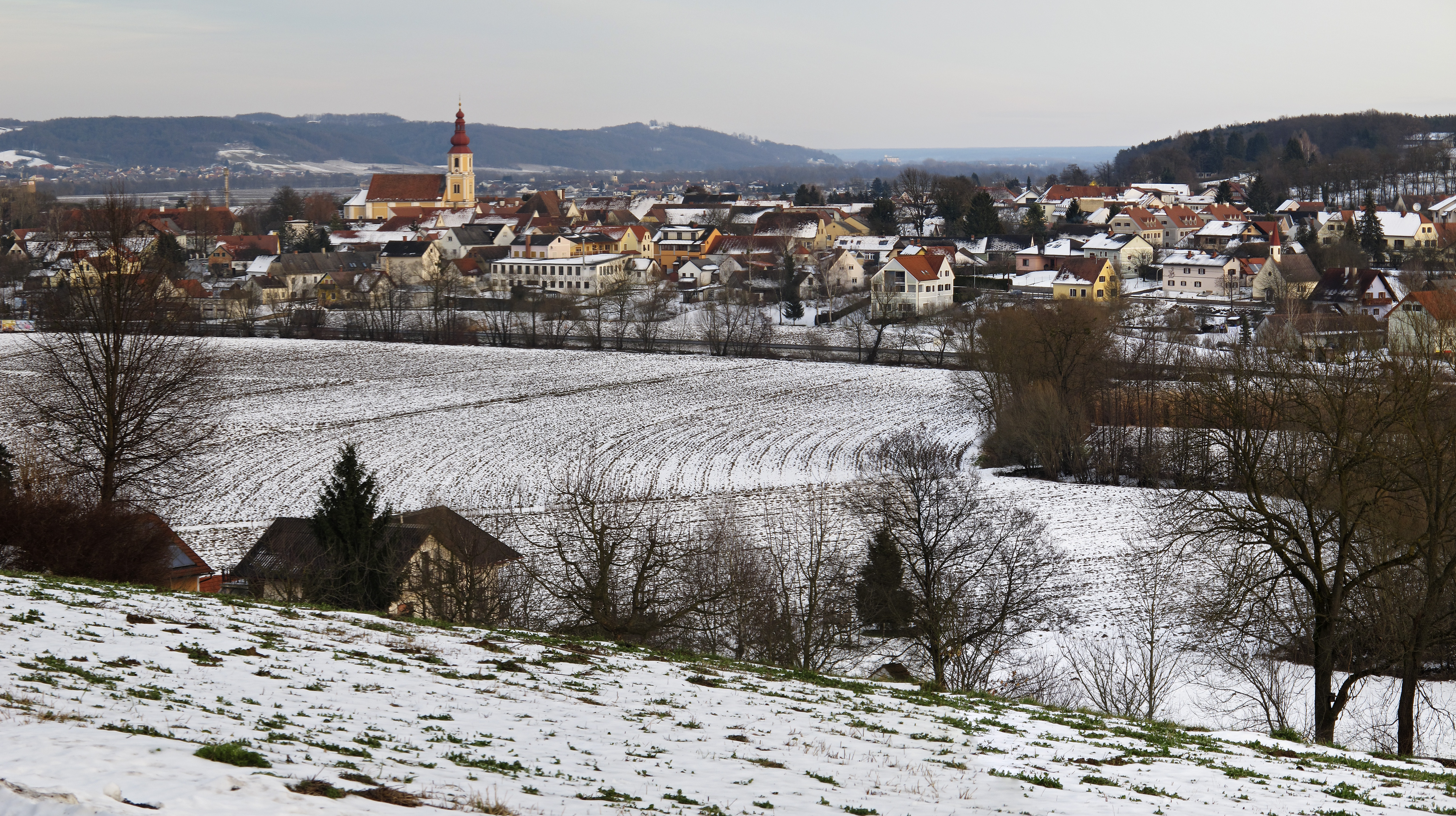
Fehring från sydväst